# Jean-François-Joseph d'Alsace de Hénin-Liétard
Jean-François-Joseph d'Alsace de Hénin-Liétard (né le 23 mai 1733 à Dion-le-Val dans le Brabant - mort le 4 avril 1797 à Nancy en Lorraine), est un chambellan de l'empereur Joseph II. Il avait le grade de lieutenant-colonel.

## Biographie
Il est issu d'une famille noble, ancienne et illustre. Il appartenait à une branche collatérale de la grande famille Hénin-Liétard, princes de Chimay, dont l'origine remonte à Thierry d'Alsace, comte de Flandre.
Jean-François-Joseph est le fils du marquis François d'Alsace-Hénin-Liétard (1703-✝1776), marquis d'Alsace et baron de Fosseux, dont il hérite des titres; il fut chambellan de l'empereur Joseph II. 
Retenu à Neufchâteau pour le premier accouchement de son épouse en 1769, au cours d'une promenade, il visite le château de Bourlémont et décide de l'acheter à  la famille de Bauffremont, et devient de ce fait comte de Bourlémont; le domaine restera dans sa descendance directe jusqu'en 1934, époque où il est transmis par héritage aux Rohan-Chabot, famille alliée depuis 1917.

## Famille
Il épouse le 19 mars 1768, à Anvers, Albertine-Françoise van de Werve (née le 27 février 1747 à Anvers - morte le 11 novembre 1810 au château de Bourlémont), d'où quatre enfants :
- Théodoric-François (2 avril 1769 - ✝29 novembre 1792);
- Pierre-Simon (21 janvier 1772 - ✝20 janvier 1825), postérité;
- Joseph-Antoine-Beaudouin (1781-✝?);
- Marie-Charlotte-Henriette (✝1786).